# Vicenç Oller i Company
Vicenç Oller i Company   (Barcelona, 5 de maig de 1937, segle XX - 23 d'abril de 2023) fou un polític i economista català.
Va ser secretari general de Foment del Treball durant la presidència de Carles Ferrer Salat. Va ser el conseller d'Indústria i Energia entre 1980 i 1984. Va ser assessor del govern d'Artur Mas i president del Cercle d'Economia en dues etapes (1979-1980 i 1987-1989). Va formar part del consell d'administració de La Caixa fins a l'any 2008. També va ser membre de la Societat Catalana d'Economia i vocal de la Fundació Economia i Empresa. Vidu de Magdalena Mas March, es va casar amb Montserrat Arqué. Va tenir 2 fills.